# ميلتون غراهام
ميلتون غراهام (بالإنجليزية: Milton Graham)‏ (2 نوفمبر 1962 المملكة المتحدة - ) هو لاعب كرة قدم بريطاني يلعب كلاعب وسط.